# Мамай (посёлок)
Мамай — поселок в Новозыбковском городском округе Брянской области.

## География
Находится в западной части Брянской области на расстоянии приблизительно 4 км на восток-юго-восток по прямой от железнодорожного вокзала районного центра города Новозыбков.

## История
На карте 1941 года отмечен как поселок с 30 дворами. До 2019 года входил в Тростанское сельское поселение Новозыбковского района до их упразднения.

## Население
Численность населения: 264 человека в 2002 году (русские 97 %), 241 в 2010.